# Relations entre les Comores et l'Inde
Les relations entre les Comores et l'Inde sont les relations bilatérales de l'union des Comores et de la république de l'Inde. L'ambassade de l'Inde à Antananarivo, à Madagascar, est simultanément accréditée aux Comores. L'Inde dispose également d'un consulat général honoraire à Moroni. Les Comores ont un consulat honoraire à New Delhi.

## Histoire
Les Comores et l'Inde ont établi des relations diplomatiques en juin 1976, environ un an après la déclaration d'indépendance de la première. Les Comores sont devenues le 20e membre de l'Association du pourtour de l'océan Indien (Indian Ocean Rim Association  - IORA), dont l'Inde était membre fondateur, lors d'une réunion de l'IORA à Gurgaon le 2 novembre 2012.
Plusieurs visites diplomatiques de haut niveau ont eu lieu entre les pays. Le ministre comorien des relations extérieures et de la coopération, Mohamed El-Amine Souef, s'est rendu en Inde en août 2004, devenant ainsi le premier ministre comorien à visiter le pays. Le président Ahmed Abdallah Mohamed Sambi s'est rendu en Inde en novembre 2007. Le président Ikililou Dhoinine s'est rendu en Inde pour participer au troisième sommet du Forum Inde-Afrique à New Delhi en octobre 2015. Il a eu des entretiens bilatéraux avec le Premier ministre Narendra Modi le 29 octobre. Modi a invité les Comores à rejoindre l'Alliance solaire internationale,.
Depuis l'Inde, la visite aux Comores a été effectuée au plus haut niveau, au niveau du ministre d'État. Gurjit Singh, secrétaire adjoint (Afrique) au ministère des affaires extérieures, s'est rendu aux Comores en mai 2011 et a été le premier représentant du gouvernement indien à visiter le pays. Au cours de cette visite, l'Inde a offert aux Comores un prêt à taux réduit de 35 millions de dollars US pour tout projet de développement choisi par le gouvernement des Comores,. Le ministre d'État pour la science et la technologie, Y.S. Chowdary (en), s'est rendu aux Comores en août 2015 en tant qu'envoyé spécial du Premier ministre et a rencontré le président Dhoinine.
Les Comores soutiennent la candidature de l'Inde à un siège permanent au Conseil de sécurité des Nations unies.